# Vida (jezero)
Vida je hyperslané jezero ve Viktoriině zemi v Antarktidě. Patří k největším jezerům zdejší bezodtoké oblasti; samo je také bezodtoké. Bylo pojmenováno koncem padesátých let dvacátého století po jednom z tažných psů expedice Nimrod.
Přestože je voda v jezeře výrazně slanější než mořská voda, je celoročně zamrzlé a to do hloubky nejméně 21 metrů. Díky tomu byl život v něm po tisíce let izolován a když výzkumníci v prosinci 2002 oznámili v ledu nález 2800 let starých halofilních sinic, jednalo se o významný objev. Mikrobi po roztání ožili a začali se rozmnožovat.
V roce 2012 oznámili vědci nalezení bakterií žijících ve spodní nezamrzlé části jezera.

## Galerie

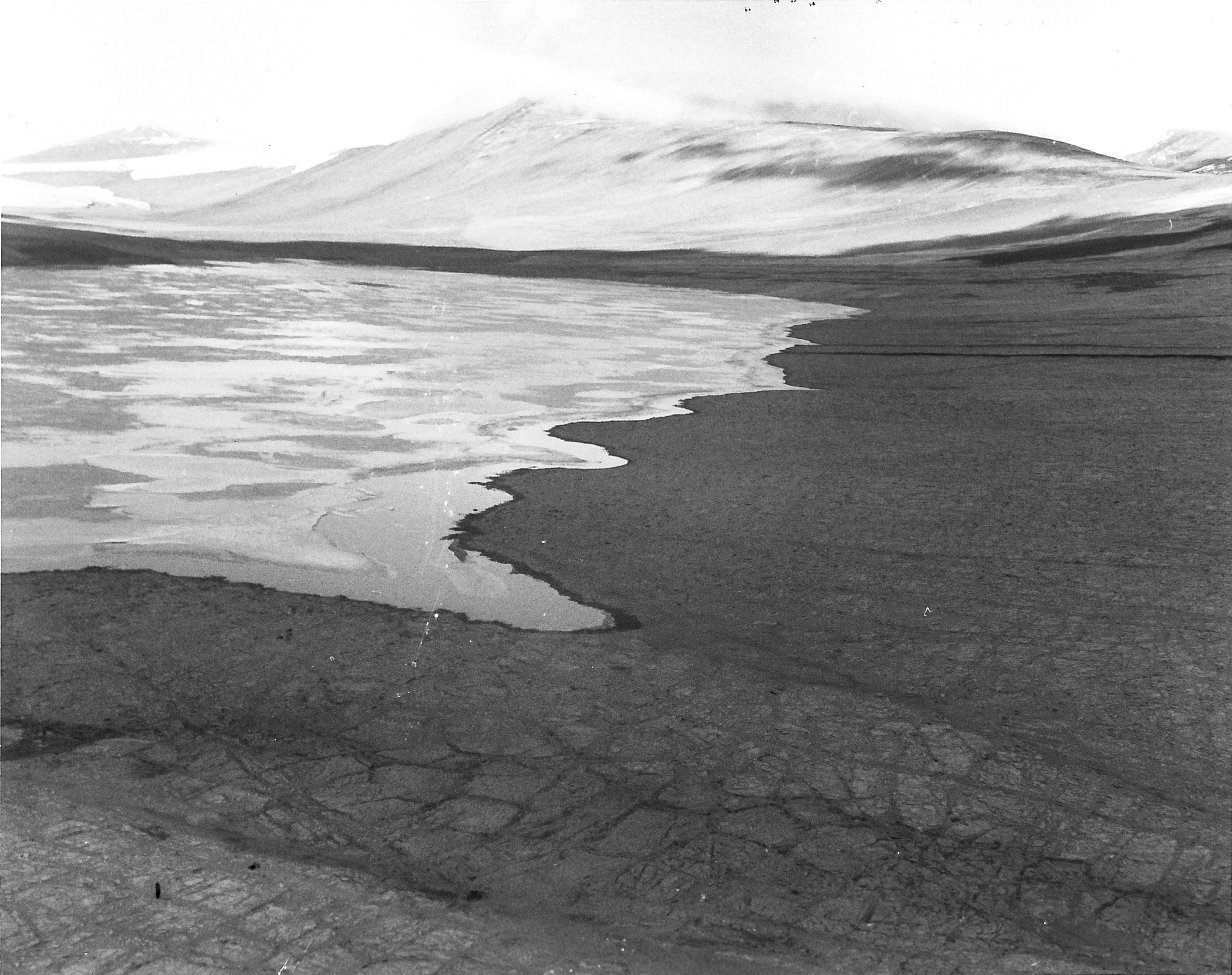
Pohled na jezero (1987)
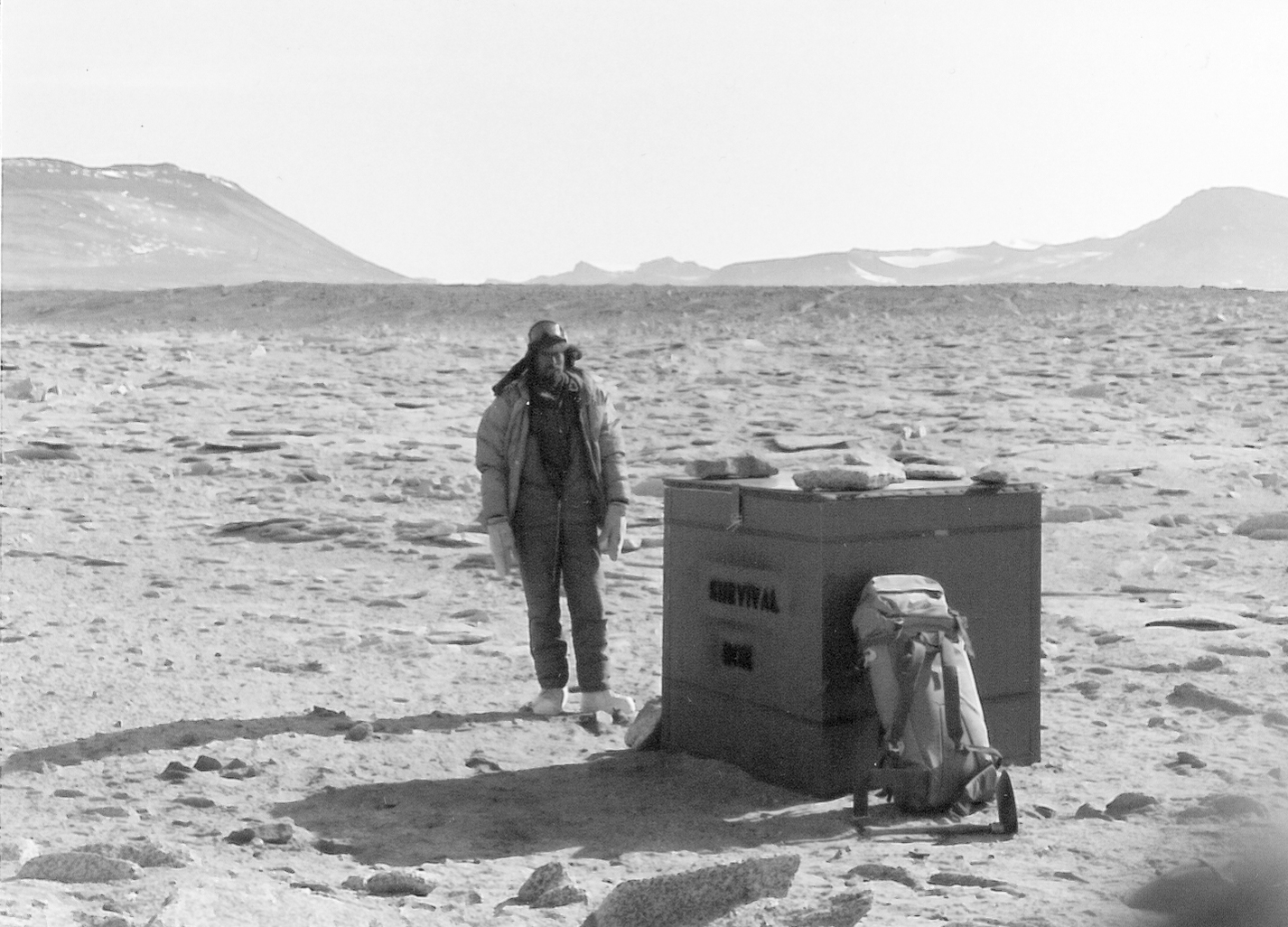
Nouzová zásobárna u jezera (1987)
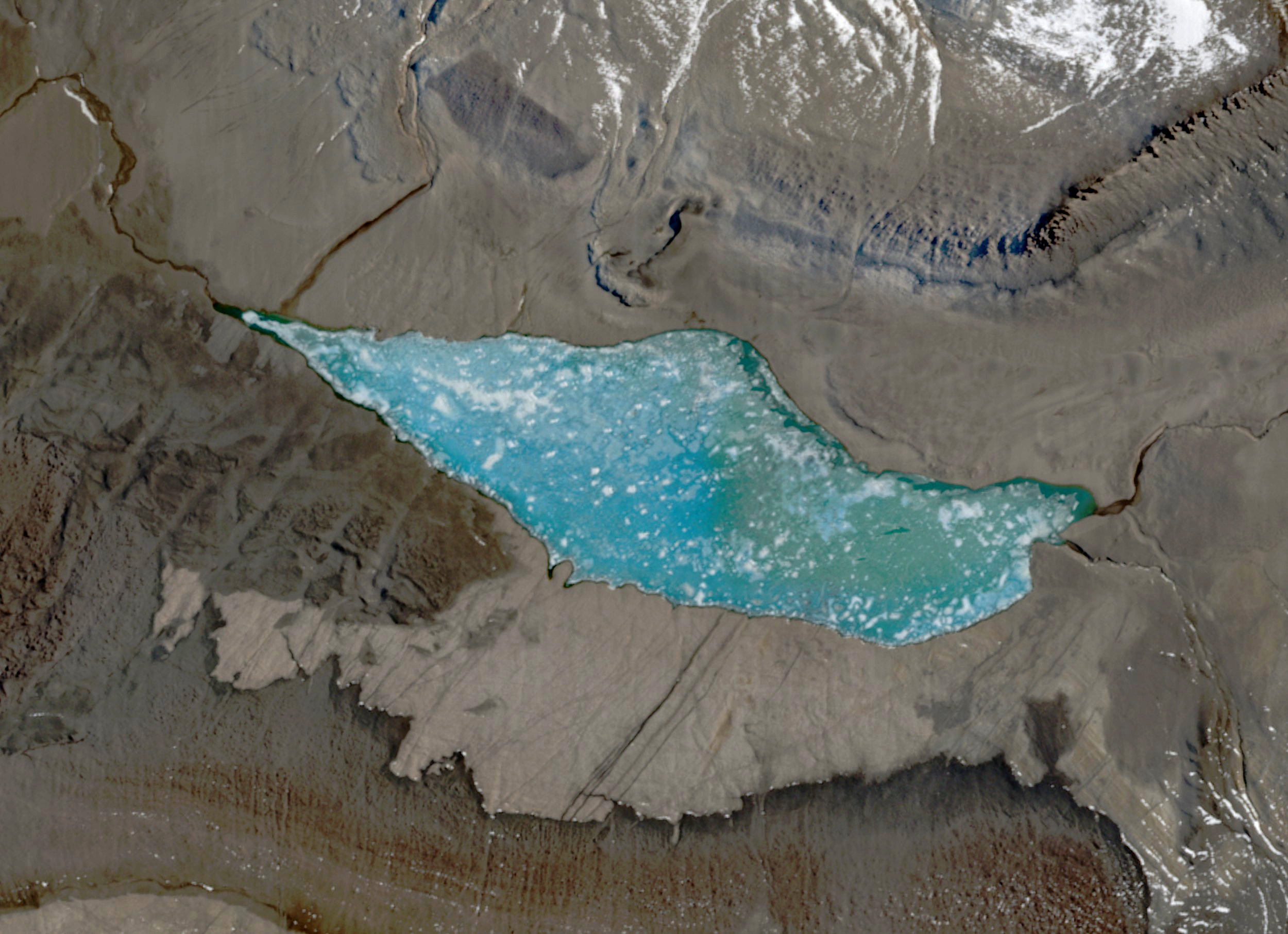
Satelitní snímek (Sentinel 2, 2022)